# Aw (Monat)
Aw oder Av (hebräisch אָב, ʾāv, von akkadisch abu) ist der elfte Monat des bürgerlichen jüdischen Jahres und der fünfte des religiösen jüdischen Kalenders. Er hat 30 Tage und fällt im gregorianischen Kalender meist in die Zeit von Juli und August. 
Der Monatsname ist auf den Babylonischen Kalender zurückzuführen. Als einziger Monat, der in der Bibel nicht erwähnt wird, tauchte er erstmals um das 3. Jahrhundert im Talmud auf. Die Juden übernahmen ihn aus dem Monat Abu, dem fünften Monat des babylonischen Kalenders. 
Im Judentum gilt der Aw als der verhängnisvollste Monat, weil jeweils am 9. Tag des Monats zweimal (586 v. Chr. und 70 n. Chr.) der Tempel in Jerusalem sowie 135 n. Chr. das letzte Bollwerk der jüdischen Bevölkerung unter Bar-Kochba gegen die römische Besatzung, die Stadt Betar, zerstört worden waren. Für diesen Tag ist im Judentum Fasten vorgeschrieben.
Weiterhin wurden am 9. Aw 5050 (1290 n. Chr.) sämtliche Juden für nahezu vier Jahrhunderte aus England vertrieben. Darüber hinaus war der 9. Aw 5252 (1492 n. Chr.) der letzte Tag, an dem sich die Juden in Spanien vor der erzwungenen Konversion oder Auswanderung noch in ihrem Heimatland aufhalten durften. Der 9. Aw 5702 (1942 n. Chr.) war der Tag, an dem die Deportationen vom Warschauer Ghetto in das Vernichtungslager Treblinka begannen.
Der 15. Aw gilt wegen zahlreicher positiver historischer Ereignisse als Freudentag. Sowohl der 9. als auch der 15. Aw sind Feiertage.